# Melomys aerosus
Melomys aerosus is een knaagdier uit het geslacht Melomys dat voorkomt op Ceram. Er zijn zeven exemplaren bekend, die in het begin van de 20e eeuw zijn gevangen op Mount Mansuela. Deze soort is waarschijnlijk het nauwste verwant aan de Australische M. cervinipes.
M. aerosus is een middelgrote soort met een korte staart en een opvallende, zeer donkere vacht. De kop-romplengte van het holotype bedraagt 150 mm, de staartlengte 138 mm, de achtervoetlengte 31 mm en de oorlengte 18 mm.
Volgens de labels bij de exemplaren in het Londense museum leven de dieren in bomen, maar komen ze 's nachts naar beneden om te eten. Flannery (1995) concludeerde daaruit dat hij misschien alleen maar een nest in lage vegetatie maakte, omdat er anders geen reëel gedragspatroon was.